# Bongouanou
Bongouanou é uma cidade da Costa do Marfim, capital do departamento do mesmo nome, situada na região de N'zi-Comoé. Possui 31 416 habitantes, segundo estimativa de 2010.
Possui um pequeno aeroporto, cujo código internacional da IATA é BGG.